# عمالة أكادير إداوتنان
عمالة أكادير إداوتنان هي عمالة في جهة سوس ماسة جنوب المغرب، وهي تضم 599 600 نسمة موزعين على 752 143 أُسرة حسب الإحصاء العام للسكان والسكنى لسنة 2014.

## التقسيم الإداري
تضم عمالة أكادير إداوتنان جماعة حضرية واحدة و12 جماعة قروية:
| الدائرة               | الجماعة              | عدد السكان (2014) | عدد الأسر (2014) |
| --------------------- | -------------------- | ----------------- | ---------------- |
|                       | أكادير (جماعة حضرية) | 844 421           | 057 105          |
| دائرة أحواز أكادير    | الدراركة             | 793 70            | 486 15           |
| دائرة أحواز أكادير    | أمسكرود              | 9351              | 2031             |
| دائرة أحواز أكادير    | إضمين                | 3179              | 710              |
| دائرة أكادير الأطلسية | أورير                | 948 36            | 8292             |
| دائرة أكادير الأطلسية | تامري                | 577 18            | 3663             |
| دائرة أكادير الأطلسية | إمسوان               | 8866              | 1902             |
| دائرة أكادير الأطلسية | تقي                  | 8773              | 1716             |
| دائرة أكادير الأطلسية | إيموزار إداوتنان     | 5402              | 1110             |
| دائرة أكادير الأطلسية | تاغزوت               | 5260              | 1282             |
| دائرة أكادير الأطلسية | تدرارت               | 4530              | 936              |
| دائرة أكادير الأطلسية | أقصري                | 4128              | 907              |
| دائرة أكادير الأطلسية | أزيار                | 2948              | 660              |
|                       | المجموع              | 599 600           | 752 143          |

## السُكان
تضم عمالة أكادير إداوتنان 599 600 نسمة حسب الإحصاء العام للسكان والسكنى لسنة 2014، ويُقيم على تراب العمالة 3708 أجنبي حسب نفس الإحصاء، ويشتغل أغلب الأجانب في قطاع السياحة خصوصاً دور الضيافة والفنادق، والرياضات البحرية.

## الاقتصاد
تعتبر العمالة مجهزة بشكل جيد، فهي تمتلك ميناءاً تجارياً يستجيب لمعايير الجودة المتعارف عليها دوليا. وتتمثل قطاعات الأنشطة الرئيسية في السياحة والصيد والصناعات الفلاحية وتسويق المنتجات المحلية كزيت الأركان وتربية النحل والتجارة. كما تتوفر العمالة على بنية تحتية مهمة للسياحة والعديد من الفنادق الفخمة.

## العامل
إدارياً، يتم إسناد منصب عامل عمالة أكادير إداوتنان إلى والي جهة سوس ماسة.
| العامل             | السنوات         |
| ------------------ | --------------- |
| رشيد أمين الفيلالي | 2004 - 2010     |
| محمد بوسعيد        | 2010 - 2012     |
| زينب العدوي        | 2015 - 2017     |
| أحمد حجي           | 2017 - 2023     |
| سعيد أمزازي        | 2023 - إلى الآن |